# Râul Valea Păstrăvăriei
Râul Valea Păstrăvăriei este un curs de apă, afluent al râului Iada.